# 新塞勒姆 (麻薩諸塞州)
新塞勒姆（英語：New Salem）是一個位於美國麻薩諸塞州富蘭克林縣的鎮。

## 人口
根據2020年美國人口普查的數據，新塞勒姆的面積為151.90平方千米，當中陸地面積為115.90平方千米，而水域面積為36.00平方千米。當地共有人口983人，而人口密度為每平方千米6人。